# Kevin Marx Norén
Kevin Joel Marx Norén, född 15 juli 2002 i Uppsala, är en svensk ishockeyspelare för Rochester Institute of Technology (RIT Tigers) i National Collegiate Athletic Association (NCAA). Han spelade tidigare för Northern Michigan Wildcats och Minnesota Wilderness i North American Hockey League (NAHL), där han hjälpte laget att ta sig till Midwest Playoff-mästerskapet.

## Uppväxt
Kevin Marx Norén började, enligt hans föräldrar, åka skridskor vid två års ålder, vilket skapade en tidig koppling till sporten. Vid sex års ålder gick han med i Almtuna IS Hockeyskola,, en ishockeyorganisation baserad i Uppsala. Marx Norén avancerade genom åren i Almtuna IS. Han tillbringade sin sista säsong med Almtuna U16 vid 15 års ålder, där Marx Norén valdes att spela för Team Uppland i TV-pucken. I hans sista ungdomssäsong gjorde han 26 mål och bidrog med 17 assist och totalt 43 poäng på 34 matcher. Vid finalturneringen med Almtuna IS i sina sista sju matcher gjorde han 5 mål och 9 assist. Marx Noréns familj spelade en viktig roll i att stödja hans utveckling. Hans far, Thomas Marx Norén var lagledare för Almtuna IS och lade ner otaliga timmar åt Kevin Marx Norén och hans lag. Dessa insatser gjorde det möjligt för Kevin Marx Norén och hans lagkamrater att växa både på och utanför isen. I en intervju med Sveriges Radio frågades Thomas Marx Norén: "Vad är det som blir lidande i livet?" – "Min egen tid, för mig själv." "Är det värt det?" – "Absolut." I en intervju den 8 augusti 2023, sade Kevin Marx Norén att han inte skulle vara där han är idag utan sina föräldrars stöd.

## Spelarkarriär

### Juniorkarriär

#### Svensk juniorhockey
Vid 16 års ålder flyttade Kevin Marx Norén hemifrån för att spela för Västerås IK J18 Elit, där han noterade 3 mål och 12 assists, totalt 15 poäng på 31 matcher. Under följande säsong 2019–2020 gjorde Marx Norén ett lyft i sin offensiva produktion, med 19 mål och 20 assists för totalt 39 poäng på 34 matcher. Säsongen avbröts dock på grund av COVID-19-pandemin. Under nästa säsong, 2020–2021, flyttade Marx Norén upp till J20 SuperElit, men säsongen upphördes i november 2020 på grund av COVID-19, vilket begränsade Marx Noréns säsong till 12 matcher. Marx Norén gick poänglös i sina första åtta matcher, han beskrev: "Det tog lite tid, men när jag förstod det, så förstod jag det. press skapar diamanter." Detta var efter att han deltagit i ett boostcamp med prestationstränaren Andy Swärd i Malmö. Efter boostcampen studsade Marx Norén tillbaka med 3 mål och 2 assists under sina sista 4 matcher mot Skellefteå AIK, Luleå HF och Brynäs IF. Trots den starka avslutningen, kom Marx Noréns draft år säsong att avslutas tidigt. Västerås IK organisation spelade en avgörande roll i hans utveckling, och Coach Laurell från Västerås IK berömde Marx Noréns tekniska färdigheter och speluppfattning, och kallade honom: "En magiker med pucken... mycket underhållande att titta på... en joker som besitter matchvinnande egenskaper." Den 9 juni 2021 tog Marx Norén examen från Widénska gymnasiet, vilket markerade det officiella slutet på hans svenska juniorkarriär. Marx Norén delade ett avsked på sina sociala medier.

#### Amerikansk juniorhockey
Kevin Marx Norén började sin NAHL-karriär i Jamestown, New York år 2021. Under sin tid med Jamestown Rebels spelade han 11 NAHL-matcher och gjorde 8 poäng, då han delade ledning i poäng för laget vid den tiden. Han värvades därefter av Kenai River Brown Bears den 27 oktober 2021.
Marx Noréns karriär tog en vändning då han spenderade sin tid i Alaska, där han spelade totalt 30 matcher för Kenai River Brown Bears under sin första NAHL-säsong. Tillsammans med Cole Dubicki, efter att ha spelat 28 grundseriematcher tillsammans, gjorde de 15 power play mål och 27 power play assists, totalt 42 power play poäng. Marx Norén gjorde totalt 13 mål och 12 assists på de 30 matcherna med Brown Bears. Hans sista match den 5 februari mot Chippewa Steel med Kenai River spelades på samma dag som trade deadline. Fairbanks Ice Dogs, som under tiden var det högst rankade laget i NAHL Midwest Division, rekryterade honom. Den 11 februari 2022 var Marx Norén redo att möta Chippewa Steel igen—men denna gång i en ny tröja.
I sin andra match med Fairbanks Ice Dogs den 12 februari spelade Marx Norén sin första multi-målsmatch och en trepoängskväll mot Minnesota Wilderness. Kevin Marx Norén gjorde det avgörande power play-målet i Alaska Airlines Club 49 Cup-finalen mot Anchorage Wolverines, och säkrade deras första Alaska Airlines Club 49 Cup, samt förstärkte Ice Dogs' som Midwest Divisions Regular Season Champions den 9 april 2022. Marx Norén gjorde 8 mål och 5 assists på 17 grundseriematcher, inklusive 1 mål och 1 assist på 5 slutspelsmatcher. Detta markerade hans första NAHL-säsong med totalt 46 poäng på 58 grundseriematcher.

#### Tiden i Minnesota Wilderness
Marx Norén skulle inleda sin följande säsong med Ice Dogs och gjorde sitt första mål i säsongspremiären, en 6–2-seger mot Minnesota Wilderness. Dock, efter endast två matcher för Fairbanks Ice Dogs, förändrade Wilderness riktningen för Marx Noréns hockeykarriär. Den 15 september 2022 värvade de honom, och bara timmar senare stod han för fyra mål och en assist i en 7–3-seger, vilket satte ett nytt NAHL Showcase-rekord för flest mål och poäng i en enskild match. Efter hans ankomst gick Wilderness åtta matcher utan en fullständig förlust under ordinarie tid. I sin sjätte match, den 2 oktober, säkrade Marx Norén sitt andra hattrick för säsongen och avslutade med ett övertidsavgörande mål.
Kevin Marx Norén avslutade grundserien med 34 mål, 4 straffmål och 26 assist, totalt 60 poäng och +25 i plus/minus-statistik. Wilderness förberedde sig för att möta Marx Noréns tidigare lag, Kenai River Brown Bears, i semifinalerna. Tränare Skinner i Wilderness kommenterade att Marx Norén är en naturlig målskytt och spelare som levererar i slutspel. Huvudtränaren för Brown Bears sade: "Han har ett proffsskott... Våra killar känner honom mycket väl, såklart." Minnesota vann serien, där Marx Norén gjorde mål i alla tre matcherna. När Wilderness avancerade till finalen i Midwest-divisionen för att möta Wisconsin Windigo, verkade Marx Norén ha drabbats av en allvarlig skada i den sista matchen i serien. Trots skadan höll Wilderness ut i match 4 och vann serien med 3–1, Marx Norén noterades 2 mål och 2 assist i serien. Detaljer om hans skada doldes, då hans tillgänglighet för Robertson Cup-finalen var osäker. Detta var Wilderness första chans att vinna Robertson Cup sedan säsongen 2015–16, "men de kanske måste klara det utan sin bästa spelare," sade Brady Slater. En röntgen bekräftade att Marx Norén hade brutit käken inklusive tänder, men Wilderness hade hållit skadans omfattning hemlig innan finalen. När Tränare Skinner fick frågor om Marx Noréns status, svarade han: "Vi vet inte än... det blir ett beslut vid matchstart." Senare, den 8 augusti 2023, avslöjade Marx Norén: "Jag spelade med bruten käke mot Oklahoma City Warriors." Marx Norén återvände till de två sista matcherna, där han noterade 2 assist, men Wilderness föll till slut mot Robertson Cup-mästarna Oklahoma City Warriors.
Marx Norén ledde sitt lag till Midwest Playoff Championship med 5 mål, 5 assist och totalt 10 poäng på 9 slutspelsmatcher. Han fick flera utmärkelser under säsongen, inklusive NAHL mest Gjorda mål, Säsongens Femma osv. Uttalade smeknamn som "King Kevin" "Mr. Clutch" av kommentatorer. Den 1 juni 2023 tillkännagav Marx Norén officiellt sitt "commitment" att spela Division 1 Hockey i University of Northern Michigan. Dave Boitz, Sportchef för Minnesota Wilderness, berömde Marx Noréns engagemang på och utanför isen med lovord: "En enastående ung man och en fantastisk spelare.". Under Marx Noréns NAHL karriär samlade han ihop totalt 63 mål och 55 assist, 118 poäng på 130 matcher inklusive slutspel.

### Collegehockey

#### Northern Michigan University
Marx Norén gjorde sin collegedebut för Northern Michigan Wildcats vid Berry Events Center den 27 oktober 2023. Kvällen därpå gjorde Marx Norén sitt första collegemål och en assist i en 4–1-seger, vilket säkrade Wildcats första vinst för säsongen. Denna matchen markerade Marx Noréns första poäng, matchvinnande mål och flerpoängsmatch. I februari 2024, efter Michigan rival-möte, utsågs Norén till CCHA Rookie of the Week efter att Northern Michigan besegrat de regerande CCHA-mästarna Michigan Tech i en "sweep". Efter helgen fick tränaren Potulny frågan om Marx Noréns framgångar både individuellt och som en del av laget. Han kommenterade: "Bland alla freshman har Kevin varit den mest konsekventa offensiva hotet i den klassen. Nu blir han helt enkelt belönad för sina chanser."
Marx Norén avslutade säsongen 2023–2024 som den poängbästa förstaårsstudenten för Wildcats. Han noterades för 4 mål och 13 assist på 30 matcher. Den 3 april 2024 hoppade Marx Norén in i transferportalen. Senare meddelade han sin övergång till Rochester Institute of Technology (RIT). Inför sin andra säsong i RIT nämnde Tränare Wilson att Marx Norén är en effektiv spelare både i spel fem mot fem och i powerplay och kommer till oss efter en mycket framgångsrik rookie säsong med Northern Michigan University. Han slutade femma i Wildcats poängliga med 17 poäng.

#### Rochester Institute of Technology
Marx Norén redo att bygga vidare på sina tidigare säsonger. Redan i sin andra match, under sitt tredje byte den 6 oktober 2024, åkte Marx Norén på en tackling mot Clarkson som gjorde att han inte kunde fullfölja matchen. Efter en MRI-undersökning offentliggjordes det att han ådragit sig specifikt en syndesmoskada, vilket innebar skador på de främre och bakre tibiofibulära ligamenten. Denna skada höll Marx Norén borta från större delen av säsongen 2024–2025. Wilson kommenterade om skadan och sa att Marx Norén inte skulle kunna spela helt återställd, men att de hoppades få tillbaka honom snart. Under säsongen 2024–2025 drabbades Norén av sin första stora skada, vilket begränsade honom till fem matcher. Han noterade ett mål på fyra fulla framträdanden.

## Karriärstatistik

### Klubbkarriär[64]
|             |                                |               | Grundserie | Grundserie | Grundserie | Grundserie | Grundserie | Slutspel | Slutspel | Slutspel | Slutspel | Slutspel |
| Säsong      | Klubb                          | Liga          | Matcher    | Mål        | Assist     | Poäng      | Utv.min    | Matcher  | Mål      | Assist   | Poäng    | Utv.min  |
| ----------- | ------------------------------ | ------------- | ---------- | ---------- | ---------- | ---------- | ---------- | -------- | -------- | -------- | -------- | -------- |
| 2017–18     | Almtuna IS U16                 | U16 Div.1     | 22         | 13         | 7          | 20         | 12         | —        | —        | —        | —        | —        |
| 2017–18     | Almtuna IS U16 2               | U16 Div.1     | 12         | 13         | 10         | 23         | 2          | —        | —        | —        | —        | —        |
| 2018–19     | Västerås IK J18                | J18 Elit      | 31         | 3          | 12         | 15         | 6          | —        | —        | —        | —        | —        |
| 2019–20     | Västerås IK J18                | J18 Elit      | 34         | 19         | 20         | 39         | 10         | —        | —        | —        | —        | —        |
| 2019–20     | Västerås IK J20                | J20 SuperElit | 2          | 0          | 0          | 0          | 0          | —        | —        | —        | —        | —        |
| 2020–21     | Västerås IK J20                | J20 Nationell | 12         | 3          | 2          | 5          | 0          | —        | —        | —        | —        | —        |
| 2021–22     | Jamestown Rebels               | NAHL          | 11         | 3          | 5          | 8          | 6          | —        | —        | —        | —        | —        |
| 2021–22     | Kenai River Brown Bears        | NAHL          | 30         | 12         | 13         | 25         | 6          | —        | —        | —        | —        | —        |
| 2021–22     | Fairbanks Ice Dogs             | NAHL          | 17         | 8          | 5          | 13         | 6          | 5        | 1        | 1        | 2        | 2        |
| 2022–23     | Fairbanks Ice Dogs             | NAHL          | 2          | 1          | 0          | 1          | 0          | —        | —        | —        | —        | —        |
| 2022–23     | Minnesota Wilderness           | NAHL          | 56         | 33         | 26         | 59         | 27         | 9        | 5        | 5        | 10       | 2        |
| 2023–24     | Northern Michigan Univ.        | NCAA          | 30         | 4          | 13         | 17         | 14         | —        | —        | —        | —        | —        |
| 2024–25     | RIT (Rochester Inst. of Tech.) | NCAA          | 5          | 1          | 0          | 1          | 0          | —        | —        | —        | —        | —        |
| Totalt NAHL | Totalt NAHL                    | Totalt NAHL   | 116        | 57         | 49         | 106        | 45         | 14       | 6        | 6        | 12       | 4        |
| Totalt NCAA | Totalt NCAA                    | Totalt NCAA   | 35         | 5          | 13         | 18         | 14         | —        | —        | —        | —        | —        |

## Priser och utmärkelser
| Personliga utmärkelser                          | År        |
| ----------------------------------------------- | --------- |
| Tv Pucken                                       | 2017–2018 |
| Co-Lead NAHL Most Power play Points             | 2021–2022 |
| All-NAHL Team                                   | 2022–2023 |
| NAHL Top Scorer                                 | 2022–2023 |
| Most Powerplay Goals                            | 2022–2023 |
| NAHL Team of the Week                           | 2022–2023 |
| Wilderness Season Franchise Goal-Scoring Record | 2022–2023 |
| NAHL Top Prospects                              | 2022–2023 |
| CCHA Rookie of the Week                         | 2023–2024 |
| All-Freshman Most Points - Northern Michigan    | 2023–2024 |
| Lagutmärkelser                                  | År        |
| Midwest Regular Season Champions                | 2021–2022 |
| Alaska Airlines Club 49 Cup                     | 2021–2022 |
| Midwest Playoffs Champions                      | 2022–2023 |